# Scopula denubilata
Scopula denubilata är en fjärilsart som beskrevs av W. Warren 1902. Scopula denubilata ingår i släktet Scopula och familjen mätare. Inga underarter finns listade.